# Латифи, Николас
Николас Латифи (англ. Nicholas Latifi; род. 29 июня 1995 года в городе Монреаль) — канадский автогонщик, вице-чемпион Формулы-2. Бывший пилот Формулы-1 команды Williams, в которой также выполнял роль тестера и резервного пилота.

## Карьера

### Формула-1
14 марта 2016 года Николас стал тест-пилотом команды Renault в Формуле-1. Он был с ними в течение двух лет, однако в 2018 году подписал контракт с Force India, став их резервным пилотом. В сезоне 2019 года Николас являлся тестером и резервным пилотом команды Williams.
В начале сезона 2020 был единственным дебютантом. В первой гонке же в Австрии занял 11 место, чуть не попав в очковую зону. Позднее повторил это достижение в Италии и Эмилии-Романье, однако в большинстве гонок финишировал позади напарника, так и не заработав очков. С тремя сходами за сезон он занял 21-е и последнее из постоянных гонщиков место.
В сезоне 2021 года продолжил выступления за Williams. Форма команды поменялась не очень сильно — опережать удавалось разве что Haas, но помогло везение — в Венгрии на влажной трассе в первых рядах случился завал, который Латифи успешно объехал, и в результате финишировал 8-м — а после дисквалификации Феттеля впереди стал 7-м, заработав сразу шесть очков. На следующем этапе в Бельгии также случилась необычная гонка — из-за дождя Гран-при все время откладывался и в результате гонка «финишировала» без единого боевого круга. Так как квалификация также была дождевой, Латифи удалось её удачно провести, в результате стартовал он 10-м — а после проблем, приключившихся у Лэнса Стролла, стал 9-м. Несмотря на отсутствие боевых кругов, вследствие особенностей правил гонщикам все же были начислены половинные очки, таким образом Латифи досталось ещё одно очко. С семью очками он стал в чемпионате 17-м, опередив как гонщиков Haas, так и Джовинацци из Alfa Romeo.
В сезоне 2022 года, несмотря на смену напарника (вместо Расселла, ушедшего в Mercedes, пришёл Албон), результаты даже ухудшились. Напарнику он уступил почти во всех Гран-при, и если Албон смог трижды финишировать в очках, зарабатывая по одному-два очка, то Латифи выше 15-го места почти не поднимался, лишь дважды финишировав чуть выше (14-м в Майами и 12-м в Великобритании). На Гран-при Италии получилось совсем неудачно — Албон выбыл из Гран-при по болезни и заменивший его де Врис немедленно финишировал в очках, Латифи же финишировал предпоследним, обойдя лишь Магнуссена, попавшего в аварию.
23 сентября стало известно, что по окончании сезона Латифи покинет команду.

## Личная жизнь
Отцом Николаса является Майкл Латифи, успешный канадский бизнесмен, который управляет рядом компаний. Через одну из своих компаний отец инвестировал 200 миллионов фунтов в McLaren Group, на данный момент он владеет 10 % их акций.

## Результаты выступлений

### Общая статистика
| Сезон | Серия                  | Команда                          | Гонки      | Победы     | Поулы      | Л/Круги    | Подиумы    | Очки       | Место      |
| ----- | ---------------------- | -------------------------------- | ---------- | ---------- | ---------- | ---------- | ---------- | ---------- | ---------- |
| 2012  | Итальянская Формула-3  | BVM                              | 24         | 1          | 0          | 2          | 4          | 117        | 7          |
| 2012  | Continental Tire SCC   | Rehagen Racing                   | 1          | 0          | 0          | 0          | 0          | 2          | 84         |
| 2013  | Европейская Формула-3  | Carlin                           | 30         | 0          | 0          | 0          | 0          | 45         | 15         |
| 2013  | Британская Формула-3   | Carlin                           | 11         | 0          | 2          | 1          | 1          | 97         | 5          |
| 2013  | Формула-3 Мастерс      | Carlin                           | 1          | 0          | 0          | 0          | 0          | 0          | 7          |
| 2013  | Toyota Racing Series   | Giles Motorsport                 | 15         | 0          | 0          | 0          | 0          | 503        | 9          |
| 2014  | Европейская Формула-3  | Prema Powerteam                  | 30         | 0          | 0          | 0          | 1          | 128        | 10         |
| 2014  | Британский кубок Порше | Redline Racing                   | 2          | 0          | 0          | 0          | 0          | 14         | 23         |
| 2014  | Формула-Рено 3.5       | Tech 1 Racing                    | 6          | 0          | 0          | 0          | 1          | 20         | 20         |
| 2014  | GP2                    | Hilmer Motorsport                | 2          | 0          | 0          | 0          | 0          | 0          | 32         |
| 2015  | Формула-Рено 3.5       | Arden Motorsport                 | 17         | 0          | 0          | 1          | 0          | 55         | 11         |
| 2015  | Британский кубок Порше | Samsung SUHD TV Racing           | 8          | 0          | 0          | 0          | 1          | 72         | 11         |
| 2015  | GP2                    | MP Motorsport                    | 8          | 0          | 0          | 0          | 0          | 0          | 27         |
| 2016  | GP2                    | DAMS                             | 22         | 0          | 0          | 0          | 1          | 23         | 16         |
| 2016  | Формула-1              | Renault Sport F1 Team            | Тест-пилот | Тест-пилот | Тест-пилот | Тест-пилот | Тест-пилот | Тест-пилот | Тест-пилот |
| 2017  | ФИА Формула-2          | DAMS                             | 21         | 1          | 0          | 4          | 9          | 178        | 5          |
| 2017  | Формула-1              | Renault Sport F1 Team            | Тест-пилот | Тест-пилот | Тест-пилот | Тест-пилот | Тест-пилот | Тест-пилот | Тест-пилот |
| 2018  | ФИА Формула-2          | DAMS                             | 24         | 1          | 0          | 2          | 3          | 91         | 9          |
| 2018  | Формула-1              | Sahara Force India F1 Team       | Тест-пилот | Тест-пилот | Тест-пилот | Тест-пилот | Тест-пилот | Тест-пилот | Тест-пилот |
| 2018  | Формула-1              | Racing Point Force India F1 Team | Тест-пилот | Тест-пилот | Тест-пилот | Тест-пилот | Тест-пилот | Тест-пилот | Тест-пилот |
| 2019  | ФИА Формула-2          | DAMS                             | 22         | 4          | 0          | 4          | 8          | 214        | 2          |
| 2019  | Формула-1              | ROKiT Williams Racing            | Тест-пилот | Тест-пилот | Тест-пилот | Тест-пилот | Тест-пилот | Тест-пилот | Тест-пилот |
| 2020  | Формула-1              | Williams Racing                  | 17         | 0          | 0          | 0          | 0          | 0          | 21         |
| 2021  | Формула-1              | Williams Racing                  | 22         | 0          | 0          | 0          | 0          | 7          | 17         |
| 2022  | Формула-1              | Williams Racing                  | 22         | 0          | 0          | 0          | 0          | 2          | 20         |

### Европейская Формула-3
| Сезон | Команда         | Двигатель  | 1        | 2        | 3          | 4          | 5          | 6          | 7         | 8        | 9         | 10         | 11       | 12       | 13       | 14         | 15      | 16         | 17       | 18         | 19       | 20       | 21        | 22         | 23       | 24         | 25       | 26       | 27         | 28         | 29       | 30         | 31    | 32    | 33    | Место | Очки |
| ----- | --------------- | ---------- | -------- | -------- | ---------- | ---------- | ---------- | ---------- | --------- | -------- | --------- | ---------- | -------- | -------- | -------- | ---------- | ------- | ---------- | -------- | ---------- | -------- | -------- | --------- | ---------- | -------- | ---------- | -------- | -------- | ---------- | ---------- | -------- | ---------- | ----- | ----- | ----- | ----- | ---- |
| 2013  | Carlin          | Volkswagen | МНЦ 1 15 | МНЦ 2 16 | МНЦ 3 Сход | СИЛ 1 5    | СИЛ 2 Сход | СИЛ 3 10   | ХОК 1 23  | ХОК 2 22 | ХОК 3 15  | БРХ 1 Сход | БРХ 2 27 | БРХ 3 7  | РБР 1 5  | РБР 2 Сход | РБР 3 7 | НОР 1 Сход | НОР 2 19 | НОР 3 Сход | НЮР 1 19 | НЮР 2 17 | НЮР 3 21  | ЗАН 1 8    | ЗАН 2 11 | ЗАН 3 Сход | ВАЛ 1 17 | ВАЛ 2 11 | ВАЛ 3 Сход | ХОК 1 12   | ХОК 2 13 | ХОК 3 Сход |       |       |       | 15    | 45   |
| 2014  | Prema Powerteam | Mercedes   | СИЛ 1 6  | СИЛ 2    | СИЛ 3 4    | ХОК 1 Сход | ХОК 2 6    | ХОК 3 Сход | ПО 1 Сход | ПО 2 17† | ПО 3 Сход | ХУН 1 22   | ХУН 2 9  | ХУН 3 10 | СПА 1 13 | СПА 2 7    | СПА 3 5 | НОР 1 4    | НОР 2 8  | НОР 3 Сход | МСК 1 7  | МСК 2 8  | МСК 3 17† | РБР 1 Сход | РБР 2 8  | РБР 3 4    | НЮР 1 13 | НЮР 2 10 | НЮР 3 Сход | ИМО 1 Сход | ИМО 2 6  | ИМО 3 4    | ХОК 1 | ХОК 2 | ХОК 3 | 10    | 128  |

† Пилот не финишировал в гонке, но был классифицирован как завершивший более 90 % её дистанции.

### Формула-Рено 3.5
| Сезон | Команда          | 1       | 2        | 3          | 4       | 5        | 6          | 7        | 8       | 9          | 10      | 11      | 12         | 13         | 14         | 15      | 16       | 17       | Место | Очки |
| ----- | ---------------- | ------- | -------- | ---------- | ------- | -------- | ---------- | -------- | ------- | ---------- | ------- | ------- | ---------- | ---------- | ---------- | ------- | -------- | -------- | ----- | ---- |
| 2014  | Tech 1 Racing    | МНЦ 1   | МНЦ 2    | АЛК 1      | АЛК 2   | МОН 1    | СПА 1      | СПА 2    | МСК 1   | МСК 2      | НЮР 1   | НЮР 2   | ХУН 1 Сход | ХУН 2 18   | ЛЕК 1 16   | ЛЕК 2 9 | ХЕР 1 16 | ХЕР 2    | 20    | 20   |
| 2015  | Arden Motorsport | АЛК 1 8 | АЛК 2 14 | МОН 1 Сход | СПА 1 4 | СПА 2 13 | ХУН 1 Сход | ХУН 2 17 | РБР 1 4 | РБР 2 Сход | СИЛ 1 8 | СИЛ 2 5 | НЮР 1 Сход | НЮР 2 Сход | БУГ 1 Сход | БУГ 2 7 | ХЕР 1 7  | ХЕР 2 10 | 11    | 55   |

### GP2
| Сезон | Команда           | 1         | 2         | 3            | 4            | 5            | 6          | 7          | 8            | 9          | 10         | 11         | 12         | 13         | 14         | 15         | 16        | 17         | 18         | 19         | 20         | 21           | 22         | Место | Очки |
| ----- | ----------------- | --------- | --------- | ------------ | ------------ | ------------ | ---------- | ---------- | ------------ | ---------- | ---------- | ---------- | ---------- | ---------- | ---------- | ---------- | --------- | ---------- | ---------- | ---------- | ---------- | ------------ | ---------- | ----- | ---- |
| 2014  | Hilmer Motorsport | БАХ ГОН   | БАХ СПР   | КАТ ГОН      | КАТ СПР      | МОН ГОН      | МОН СПР    | РБР ГОН    | РБР СПР      | СИЛ ГОН    | СИЛ СПР    | ХОК ГОН    | ХОК СПР    | ХУН ГОН    | ХУН СПР    | СПА ГОН    | СПА СПР   | МНЦ ГОН    | МНЦ СПР    | СОЧ ГОН    | СОЧ СПР    | ЯСМ ГОН 22   | ЯСМ СПР 17 | 32    | 0    |
| 2015  | MP Motorsport     | БАХ ГОН   | БАХ СПР   | КАТ ГОН      | КАТ СПР      | МОН ГОН      | МОН СПР    | РБР ГОН    | РБР СПР      | СИЛ ГОН    | СИЛ СПР    | ХУН ГОН 15 | ХУН СПР 14 | СПА ГОН    | СПА СПР    | МНЦ ГОН    | МНЦ СПР   | СОЧ ГОН 18 | СОЧ СПР 14 | БАХ ГОН 15 | БАХ СПР 11 | ЯСМ ГОН Сход | ЯСМ СПР О  | 27    | 0    |
| 2016  | DAMS              | КАТ ГОН 2 | КАТ СПР 7 | МОН ГОН Сход | МОН СПР Сход | БАК ГОН Сход | БАК СПР 13 | РБР ГОН 10 | РБР СПР Сход | СИЛ ГОН 11 | СИЛ СПР 10 | ХУН ГОН 16 | ХУН СПР 12 | ХОК ГОН 14 | ХОК СПР 17 | СПА ГОН 13 | СПА СПР 9 | МНЦ ГОН 16 | МНЦ СПР 15 | СЕП ГОН 14 | СЕП СПР 10 | ЯСМ ГОН 9    | ЯСМ СПР 12 | 16    | 23   |

### ФИА Формула-2
| Сезон | Команда | 1          | 2          | 3         | 4         | 5            | 6          | 7          | 8          | 9         | 10        | 11         | 12        | 13         | 14         | 15           | 16         | 17        | 18         | 19         | 20         | 21        | 22           | 23           | 24         | Место | Очки |
| ----- | ------- | ---------- | ---------- | --------- | --------- | ------------ | ---------- | ---------- | ---------- | --------- | --------- | ---------- | --------- | ---------- | ---------- | ------------ | ---------- | --------- | ---------- | ---------- | ---------- | --------- | ------------ | ------------ | ---------- | ----- | ---- |
| 2017  | DAMS    | БАХ ГОН 11 | БАХ СПР 4  | КАТ ГОН 6 | КАТ СПР 3 | МОН ГОН Сход | МОН СПР 13 | БАК ГОН 3  | БАК СПР 3  | РБР ГОН 2 | РБР СПР 8 | СИЛ ГОН 8  | СИЛ СПР 1 | ХУН ГОН 2  | ХУН СПР 6  | СПА ГОН НС   | СПА СПР 9  | МНЦ ГОН 3 | МНЦ СПР 16 | ХЕР ГОН 4  | ХЕР СПР 2  | ЯСМ ГОН 5 | ЯСМ СПР 3    |              |            | 5     | 178  |
| 2018  | DAMS    | БАХ ГОН 11 | БАХ СПР 10 | БАК ГОН 5 | БАК СПР 3 | КАТ ГОН 14   | КАТ СПР 8  | МОН ГОН 9  | МОН СПР 8  | ЛЕК ГОН 7 | ЛЕК СПР 8 | РБР ГОН 11 | РБР СПР 8 | СИЛ ГОН 17 | СИЛ СПР 16 | ХУН ГОН Сход | ХУН СПР 16 | СПА ГОН 8 | СПА СПР 1  | МНЦ ГОН 5  | МНЦ СПР 4  | СОЧ ГОН 2 | СОЧ СПР Сход | ЯСМ ГОН Сход | ЯСМ СПР 15 | 9     | 91   |
| 2019  | DAMS    | БАХ ГОН 1  | БАХ СПР 3  | БАК ГОН 4 | БАК СПР 1 | КАТ ГОН 1    | КАТ СПР 6  | МОН ГОН 12 | МОН СПР 10 | ЛЕК ГОН 5 | ЛЕК СПР 6 | РБР ГОН 9  | РБР СПР 6 | СИЛ ГОН 2  | СИЛ СПР 5  | ХУН ГОН 1    | ХУН СПР 7  | СПА ГОН О | СПА СПР О  | МНЦ ГОН 13 | МНЦ СПР 10 | СОЧ ГОН 2 | СОЧ СПР 4    | ЯСМ ГОН 7    | ЯСМ СПР 2  | 2     | 214  |

### Результаты выступлений в Формуле-1
| Сезон | Команда               | Шасси          | Двигатель                              | Ш | 1      | 2        | 3      | 4      | 5      | 6      | 7        | 8        | 9        | 10     | 11       | 12       | 13       | 14       | 15     | 16       | 17       | 18       | 19       | 20       | 21     | 22       | Место | Очки |
| ----- | --------------------- | -------------- | -------------------------------------- | - | ------ | -------- | ------ | ------ | ------ | ------ | -------- | -------- | -------- | ------ | -------- | -------- | -------- | -------- | ------ | -------- | -------- | -------- | -------- | -------- | ------ | -------- | ----- | ---- |
| 2019  | ROKiT Williams Racing | Williams FW42  | Mercedes M10 EQ Power+ 1,6 V6 t        | P | АВС    | БАХ      | КИТ    | АЗЕ    | ИСП    | МОН    | КАН тест | ФРА тест | АВТ      | ВЕЛ    | ГЕР      | ВЕН      | БЕЛ тест | ИТА      | СИН    | РОС      | ЯПО      | МЕК тест | США тест | БРА тест | АБУ    |          | —     | 0    |
| 2020  | Williams Racing       | Williams FW43  | Mercedes M11 EQ Performance 1,6 V6 t   | P | АВТ 11 | ШТИ 17   | ВЕН 19 | ВЕЛ 15 | 70Л 19 | ИСП 18 | БЕЛ 16   | ИТА 11   | ТОС Сход | РОС 16 | АЙФ 14   | ПОР 18   | ЭМИ 11   | ТУР Сход | БАХ 14 | САХ Сход | АБУ 17   |          |          |          |        |          | 21    | 0    |
| 2021  | Williams Racing       | Williams FW43B | Mercedes M12 E Performance 1,6 V6 t    | P | БАХ 18 | ЭМИ Сход | ПОР 18 | ИСП 16 | МОН 15 | АЗЕ 16 | ФРА 18   | ШТИ 17   | АВТ 15   | ВЕЛ 14 | ВЕН 7    | БЕЛ 9    | НИД 16   | ИТА 11   | РОС 19 | ТУР 17   | США 15   | МЕХ 17   | САП 16   | КАТ Сход | САУ 12 | АБУ Сход | 17    | 7    |
| 2022  | Williams Racing       | Williams FW44  | Mercedes F1 M13 E Performance 1,6 V6 t | P | БАХ 16 | САУ Сход | АВС 16 | ЭМИ 16 | МАЙ 14 | ИСП 16 | МОН 15   | АЗЕ 15   | КАН 16   | ВЕЛ 12 | АВТ Сход | ФРА Сход | ВЕН 18   | БЕЛ 18   | НИД 18 | ИТА 15   | СИН Сход | ЯПО 9    | США 17   | МЕХ 18   | САП 16 | АБУ 19   | 20    | 2    |